# 레드 커리
레드 커리(red curry, 태국어: แกงเผ็ด 깽 펫[*])는 붉은 새눈고추를 넣어 만든 레드 커리 페이스트에 (닭·소·돼지·오리)고기나 새우 또는 두부 등을 넣고 코코넛 밀크에 끓여내는 태국식 커리이다.

## 같이 보기
- 그린 커리
- 옐로 커리